# Johnny Dukes
Johnny Dukes (San Bernardino, 8 settembre 1984) è un ex cestista statunitense, professionista nella NBDL, in Europa e in Asia.